# Den-en ni shisu
Den-en ni shisu (田園に死す) (bra: Pastoral: Morrer no Campo) é um filme japonês de drama e coming-of-age de 1974 dirigido por Shūji Terayama. O filme concorreu ao Palme d'Or no Festival de Cannes de 1975.

## Enredo
O filme fala sobre um jovem cansado de ser jovem, e com o sonho de crescer. Impaciente e com grandes sonhos, ele planeja fugir do campo de trem. O filme funciona de forma surrealista, com os eventos se desenrolando parecidos com sonhos.

## Elenco
- Kantaro Suga - possível personificação de Shūji Terayama aos 35 anos
- Hiroyuki Takano - possível personificação de Shūji Terayama aos 15 anos
- Yoshio Harada - Arashi
- Izumi Hara - Fantasma da velha
- Masumi Harukawa
- Isao Kimura - Crítico da sessão
- Kan Mikami
- Keiko Niitaka
- Yoko Ran
- J.A. Seazer - Tengu Kurama
- Kaoru Yachigusa

## Prêmios e indicações
| Premiação                                          | Categoria                   | Resultado |
| -------------------------------------------------- | --------------------------- | --------- |
| Festival de Cannes (1975)                          | Palme d'Or - Shûji Terayama | Indicado  |
| Festival Internacional de Cinema de Chicago (1975) | Hugo de Ouro - Melhor Filme | Indicado  |